# FK IhroSzervisz
Az FK IhroSzervisz (ukránul: ФК ІгроСервіс) egy ukrán futballklub Szimferopolban. A klub fő- és egyben névadó szponzora az IhroSzervisz nevű cég. A csapat hazai mérkőzéseit a Fiolent Stadionban játssza. A szintén szimferopoli Tavrija Szimferopol mögött a város második számú csapata.
A klub 1936-ban alakult meg Dinamo néven. Nem vett részt a jelentősebb bajnokságokban egészen 2000-ig, amikor a futball-szakértő Mihail Szacsko és az üzletember Mikola Paskulszk érkezése felvirágoztatta a klubot. 2001-től az ukrán harmadosztályban játszottak, majd a 2004-es harmadosztályú bajnoki címük után feljutottak a Persa Liha-nak nevezett másodosztályba, ahol stabil középcsapattá váltak. A 2006/2007-es szezonban a Persa Liha 10. helyén végeztek.

## Névváltoztatások
- Dinamo (1936–2004)
- Dinamo-IhroSzervisz (2004–2006)
- FK IhroSzervisz (2006. december 19. óta)

## Külső hivatkozások
- A csapat hivatalos honlapja